# Ilford FC
Ilford FC is een Engelse voetbalclub uit Ilford, een deel van Redbridge dat dan weer een deel is van Londen. Er zijn twee clubs met deze naam, eentje bestaat niet meer.

## Geschiedenis

### Eerste club
Het eerste Ilford FC werd in 1881 opgericht en won in 1907 de Isthmian League. Eind jaren 20 werd twee keer de FA Amateur Cup gewonnen. In 1979 fuseerde de club met Leytonstone FC en werd zo Leytonstone/Ilford, dat later nog eens zou fuseren en zo het huidige Dagenham & Redbridge vormde.

### Tweede club
In 1987 werd een nieuwe club opgericht met dezelfde naam als het oude Ilford en sloot zich aan bij de Spartan League en verliet deze in 1991, keerde terug in 1993 en verdween dan weer na één seizoen.
In 1996 daagde de club weer op in de Essex Senior League waar gespeeld werd tot 2004 toen een tweede plaats voldoende was om te promoveren naar de Isthmian League Division Two. Daar werd meteen de titel behaald en door een reorganisatie in het Engelse voetbalsysteem werd de club geplaatst in de Southern League Eastern Division voor seizoen 2005/06 maar voor het seizoen 2006/07 keerde de club terug naar de Isthmian League.

## Erelijst
- Isthmian League
  - 1907
- FA Amateur Cup
  - Winnaar: 1929, 1930
  - Finalist: 1936, 1958, 1974